# Николо-Перевоз
Нико́ло-Перево́з — село в Ростовском районе Ярославской области, стоящее при слиянии рек Вёкса и Устье в реку Которосль («при трёх водах»); в 8 км от Ростова, в 1 км от железной дороги и шоссе.

## Происхождение названия
Николай Угодник был покровителем всех путешествующих, поэтому, вероятнее всего, в здешних названиях распространена «никольская» тема, рядом проходил Ростово-Суздальский тракт. К старому названию села Николо добавилось слово Перевоз по древнему занятию жителей, перевозивших путников через реку.
По легенде, село основал, построив церковь святителя Николая, ростовский князь Константин Всеволодович — на том месте, где его сокольника Богдашку, искавшего улетевшего сокола, перевёз через реку сам святитель Николай, а затем нашёлся его образ.

## История
Около села в 1434 году произошла битва войск князей Юрия Дмитровича и Василия Васильевича за великое княжение, в которой последний был разбит.
В XV веке здесь было жилище князя Фёдора Дмитриевича Гвоздева, его сын Осип отдал эту местность в приданое за своей дочерью Анастасией, выданной за князя Ивана Петровича Щепина.

### Село в конце XIX века

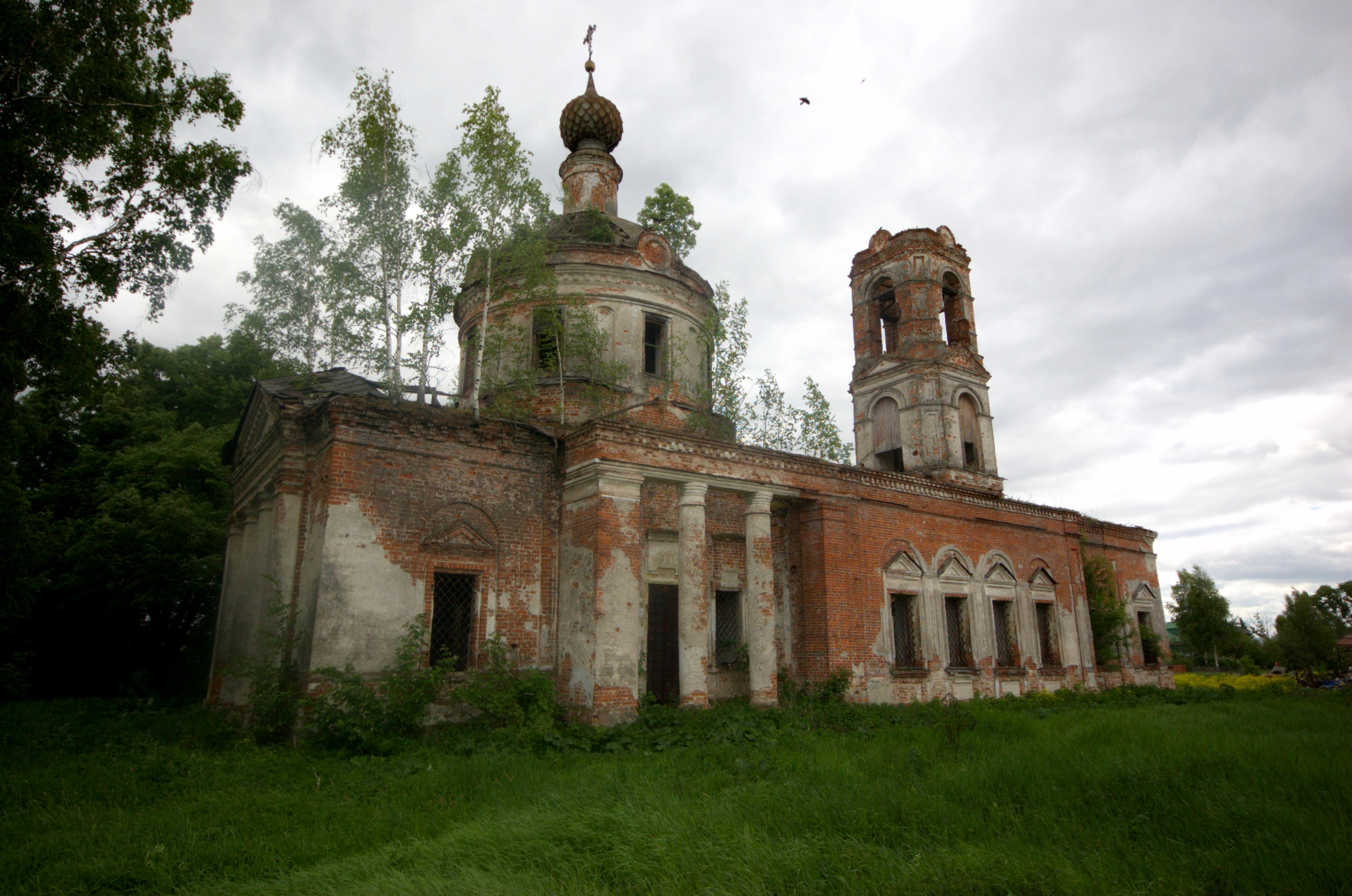
Церковь Рождества Богородицы в Николо-Перевозе

В селе проводил этнографические исследования А. А. Титов, результатом которых стала книга «Юридические обычаи села Николо-Перевоз» (1888 год).
В то время село относилось к Сулостской волости Ростовского уезда Ярославской губернии. Тогда здесь было 49 дворов, 127 ревизских душ и столько же наделов. Население было сплошь русское и православное, бывшие помещичьи крестьяне. Занималось оно земледелием (особенно выращивание и обработка цикория), некоторые промышляли рыбной ловлей, другие отправлялись на заработки, в основном в Петербург. На ярмарки ездили в Ростов и село Великое в 20 км.
Была каменная одноглавая церковь, соединённая с двухъярусной колокольней. Имела три придела: Рождества пр. Богородицы, святителя Николая и великомученика Георгия. Построена в 1783 году князем А. М. Голицыным; до этого была деревянная церковь на противоположном конце села. Была школа.
На место слияния рек летом любили приезжать ростовцы «пить чай». Молодёжь села устраивала в период, свободный от полевых работ, ежедневные посиделки с танцами и играми.

## Достопримечательности
- Церковь Рождества Пресвятой Богородицы (действующая)

## Население
| 1859 | 1914 | 2007 | 2010 |
| ---- | ---- | ---- | ---- |
| 275  | ↗305 | ↘21  | ↘12  |